# Kora

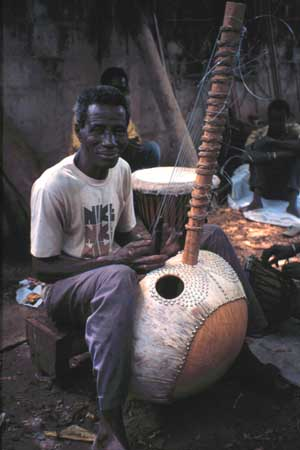
Mistrovský tvůrce kor Alieu Suso z Gambie

Kora je 21strunný hudební nástroj příbuzný harfě či loutně, který je ve velmi oblíbený mezi národy obývajícími západní Afriku.
Kora je vyrobena z velké tykve rozříznuté napůl, pokryté kravskou kůží, která tvoří rezonátor, a krku, který nejvíce připomíná krk loutny. Zvuk kory připomíná harfu, při hře tradičním způsobem může připomínat flamencové postupy ve hře na kytaru. Hráč ke hře používá pouze palec a ukazováček každé ruky. Ostatními prsty drží nástroj za tyčky, jež se nacházejí po obou stranách krku.
Hráči na koru pocházejí tradičně z rodin griotů (nebo také z kmenů Mandinků), kteří jsou tradičními historiky, genealogy a vypravěči, kteří předávají své dovednosti svým potomkům. Nástroj je používán v Mali, Guineji, Senegalu a Gambii. Tradiční hráč na koru je nazýván „Jali“, což znamená přibližně bard.
Tradiční kory mají 21 strun, na 11 z nich se hraje levou rukou. Moderní kory, vyráběné v jihosenegalské oblasti Casamance někdy mají několik přídavných basových strun. Struny byly tradičně vyráběny z tenkých proužků usně (např. z kůže antilop), nyní se ale většinou používají harfové struny, nebo nylonový rybářský vlasec.

## Slavní hráči na koru
Mezi celosvětově nejslavnější hráče na koru patří např. Toumani Diabaté, Foday Musa Suso, Seckou Keita nebo Alhaji Bai Konte and sons Dembo and Sherrifo. Mezi významné hráče na koru nepocházející ze západní Afriky patří např. Daniel Berkman.